# Kalix sameby
Kalix sameby är en koncessionssameby huvudsakligen belägen i Kalix kommun i Norrbottens län samt till mindre delar i Överkalix, Luleå, Övertorneå och Haparanda kommuner. Byns område omfattar 2 605 km2.
Liksom i andra svenska samebyar utövas renskötseln av samer, men speciellt för koncessionssamebyar är att markägarna inom samebyns gränser är ägare av renarna, s.k. skötesrenar. Koncessionen beviljas av Länsstyrelsen och ger innehavaren utrymme för att hålla dels egna renar dels skötesrenar. Kalix har tillstånd att inneha 1800 levande renar i vinterhjord. Den renskötsel som bedrivs i koncessionssamebyarna är skogsrenskötsel, vilket innebär att renarna hålls i skogslandet året om.

## Historia
När koncessionssamebyarna inrättades genom ett beslut 1933 hörde Kalix samebys område dels till Kalix lappby, som bestod av två koncessionsområden, Ängeså och Kälvjärv, dels till Sangis lappby, som bestod av Liehittäjä och Gunnari. Ängesåområdet blev sedermera Ängeså sameby, Liehittäjä blev Liehittäjä sameby, medan Kälvjärv och Gunnari blev Kalix sameby. I slutet av 1940-talet fanns inom Kälvjärvområdet en renskötarfamilj, bosatt i en hyrd bostad i Långsel. Antalet renar var 426, varav 108 egna och 318 skötesrenar fördelade på 21 ägare. I Gunnariområdet fanns en renskötare bosatt i hyrd bostad i Storträsk. Antalet renar var 1 110, varav 17 egna och 1 093 skötesrenar fördelade på 95 ägare.